# Новогусельский
Новогусельский — посёлок в Саратовском районе Саратовской области России. С 1 января 2022 года входит в состав городского округа Саратова. 

## Физико-географическая характеристика
Посёлок расположен на севере Саратовского района, севернее города Саратова. Расстояние до административного центра села Усть-Курдюм составляет 7 километров, до областного центра составляет 3 км. Населённый пункт находится между крупной автотрассой Усть-Курдюмское шоссе и рекой Волгой.   
Климат
Климат в посёлке умеренно-холодный со значительным количеством осадков. Даже в засушливый месяц наблюдается много дождя (согласно классификации климатов Кёппена — Dfa). Среднегодовая температура - 6.6 °C. 442 mm - среднегодовая норма осадков. Самый засушливый месяц - Апрель с осадками 25 mm. Большая часть осадков здесь выпадает в Августе, в среднем 44 mm.
| Показатель                                 | Янв. | Фев. | Март | Апр. | Май  | Июнь | Июль | Авг. | Сен. | Окт. | Нояб. | Дек. | Год |
| ------------------------------------------ | ---- | ---- | ---- | ---- | ---- | ---- | ---- | ---- | ---- | ---- | ----- | ---- | --- |
| Средняя температура, °C                    | −10  | −9,5 | −3,7 | 8,3  | 15,9 | 20,7 | 22,6 | 21   | 14,8 | 6,7  | −1,3  | −6,6 | 6,6 |
| Норма осадков, мм                          | 40   | 28   | 26   | 25   | 37   | 42   | 43   | 44   | 40   | 34   | 42    | 41   | 442 |
| Источник: Новогусельский (норма 1982-2012) |      |      |      |      |      |      |      |      |      |      |       |      |     |

Часовой пояс
посёлок Новогусельский, как и вся Саратовская область, находится в часовой зоне МСК+1. Смещение применяемого времени относительно UTC составляет +4:00.
Уличная сеть
В посёлке Новогусельский двадцать две улицы и один проезд (Вишнёвый). Также к деревне относятся территории 6 садово некоммерческих товарищества, а также территория жилого комплекса "Родные просторы".

## Население
| 2002 | 2010 | 2019 |
| ---- | ---- | ---- |
| 0    | ↗241 | ↗382 |

Население посёлка составляет 382 человека (на 1 января 2019 года), насчитывается 176 дворов.

## Экономика
В границах населённого пункта действуют три предприятия розничной торговли и один автосервис. Работает ресторан "Русский дом". 
В 2012 году в северной части о посёлка была построена и введена в эксплуатацию первая очередь жилого комплекса коттеджного посёлка "Родные просторы". В настоящее время, здесь размещены 170 домов и таунхаусов. Имеется зона общественного отдыха - бульвар. На центральной площади установлен фонтан, есть детская площадка и спортивные сооружения для занятия физической культурой. 

## Инфраструктура
На территории населённого пункта осуществляет свою деятельность туристическая база отдыха "Хуторок". 